# Clayton Zane
Clayton John Zane (* 12. Juli 1977 in Newcastle) ist ein ehemaliger australischer Fußballspieler, der in seiner aktiven Zeit vor allem in Norwegen und Belgien und für die australische Fußballnationalmannschaft spielte.

## Karriere
In seiner Jugend spielte Zane bei den Cessnock Hornets und den Adamstown Rosebuds. 1995 wechselte er zu den Newcastle Breakers, für die er 70-mal auflief und dabei 17 Tore erzielte. Im Sommer 1998 unterschrieb er einen Vertrag beim Northern Spirit FC aus Sydney. In 30 Spielen erzielte er dabei drei Tore. 2000 folgte ein einjähriges Engagement bei Molde FK in Norwegen, 2001 wechselte er zu Lillestrøm SK, für die er in 29 Spielen  18 Tore schoss und 2001 Torschützenkönig wurde. Außerdem wurde er zum besten Spieler der Saison gewählt. Seine Karriere beendete Zane 2005 bei RSC Anderlecht in Belgien, für die er drei Jahre aktiv war, jedoch nur zehnmal auflief und zwei Tore erzielte.
Für die australische Nationalmannschaft spielte Zane zwischen 2000 und 2001 16-mal und erzielte sechs Tore. 2001 war er Mitglied des Kaders beim Konföderationen-Pokal, 2000 konnte er den OFC-Nationen-Pokal gewinnen, als er in der 80. Minute für Craig Foster eingewechselt wurde. Bei den Olympischen Spielen 2000 lief er ebenfalls für Australien auf.

## Erfolge
- OFC-Nationen-Pokal:
  - 2000
- Bester Spieler der norwegischen Liga:
  - 2001
- Torschützenkönig der norwegischen Liga:
  - 2001